# Пауль Кеніг
Пауль Лебрехт Кеніг (нім. Paul Lebrecht König; 20 березня 1867, Рор — 8 вересня 1933, Барбі) — німецький торговий та військовий моряк, корветтен-капітан рейхсмаріне.

## Біографія

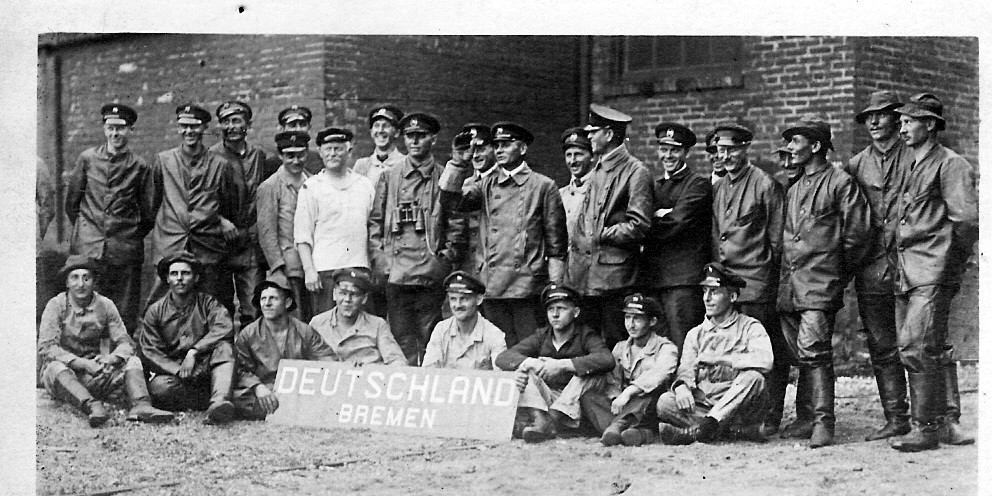
Кеніг (в центрі) з екіпажем підводного човна «Дойчланд» (Балтимор; 1916).

Син пастора. В 16 років вступив на торговий флот юнгою і здобув морську освіту. Потім навчався у навігаційному училищі Бремергафена, після чого плавав штурманом. В 1894 році отримав ліцензію капітана. З 1896 року — офіцер, з 1911 року — капітан компанії Norddeutscher Lloyd.
Після початку Першої світової війни був призваний в кайзерліхмаріне. Спочатку служив вахтовим, потім — 1-м офіцером на броненосці «Бранденбург». В кінці 1915 року звільнений з дійсної служби. З січня 1916 року відвідував училище підводників. Навесні отримав відпустку. З червня 1916 року — командир першого торгового підводного човна «Дойчланд», на якому здійснив 2 походи у тоді ще нейтральні США. Після вступу у війну США торгові походи припинились, а Кеніг був призначений командиром групи блокадопроривачів. Після війни служив у Військово-морському управлінні. В 1920 році звільнений у відставку.
До 1931 року працював в Norddeutscher Lloyd, спочатку як офіцер пасажирського корабля «Колумбус», потім — як керівник відділу і прокурист. В 1932 році оселився в Барбі, де і помер.

## Сім'я
5 вересня 1901 року одружився з Мюріель Пеннігтон, дочкою лондонського священика. В пари народились син і дочка.

## Звання
- Лейтенант-цур-зее резерву (20 вересня 1894)
- Оберлейтенант-цур-зее резерву (23 січня 1899)
- Капітан-лейтенант резерву (10 грудня 1904)
- Корветтен-капітан резерву запасу (21 червня 1920)

## Нагороди
- Залізний хрест
  - 2-го класу (1915)
  - 1-го класу (1916)
- Королівський орден дому Гогенцоллернів, лицарський хрест (1916)
- Орден дому Саксен-Ернестіне, лицарський хрест 1-го класу (1916)
- Почесний доктор медицини Університету Галле (1916)

## Вшанування пам'яті

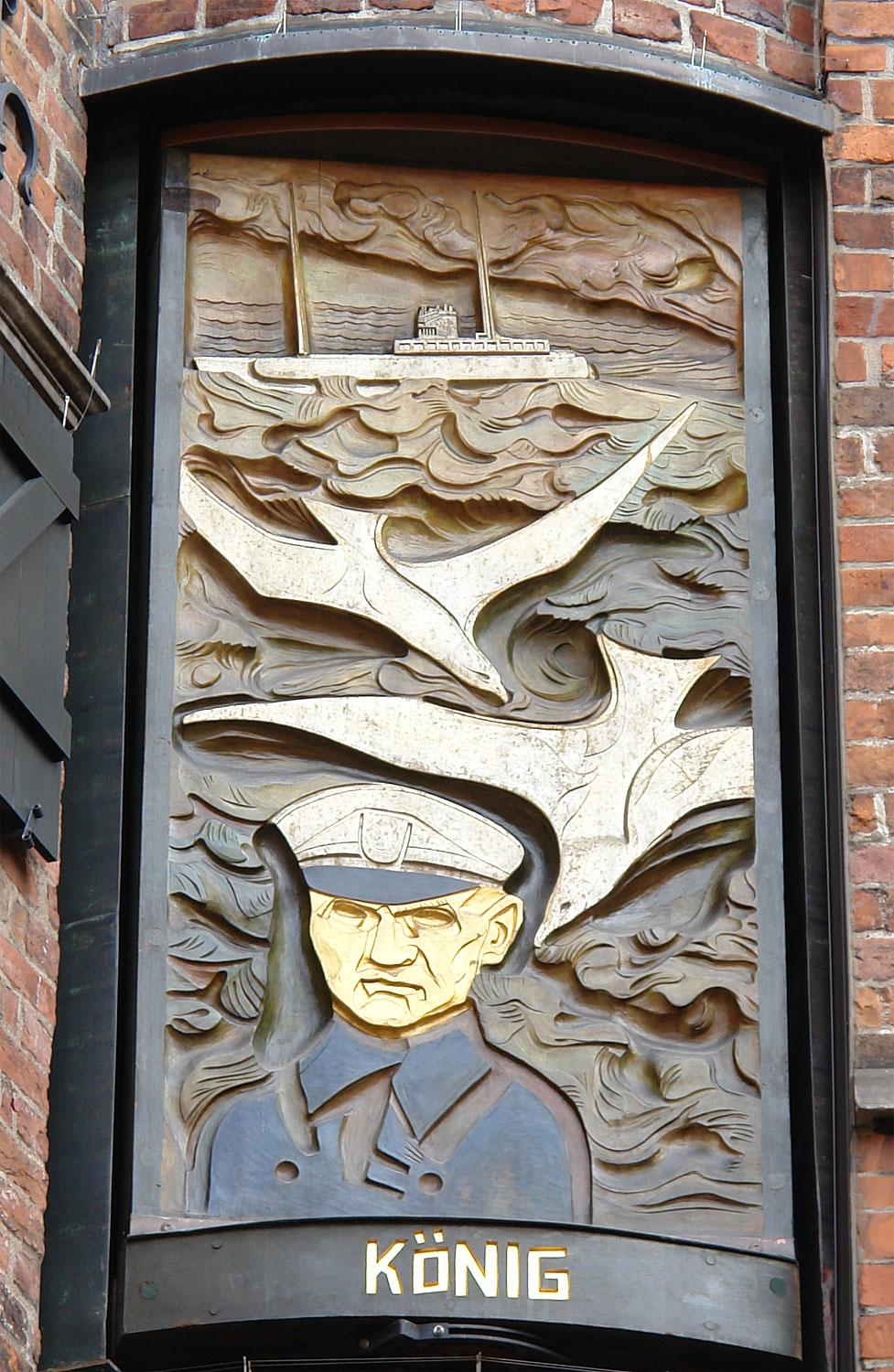
Барельєф Кеніга на бременському Домі дзвіночків.

- В 1938/45 році старша школа на Ляйбніцплац в Бремені мала назву «Школа капітана Кеніга».
- На честь Кеніга названа дорога в Обернойланді (Kapitän-König-Weg).
- На Бременській ратуші встановлена меморіальна дошка на честь Кеніга.
- На Домі двіночків у Бремені встановлений барельєф Кеніга. Автор — Бернгард Гетгер.